# Nadhim Shaker
Nadhim Shaker (13. dubna 1958, Bagdád – 11. září 2020, Irbíl) byl irácký fotbalový obránce. Po skončení aktivní kariéry působil jako trenér. Zemřel na covid-19.

## Fotbalová kariéra
Na klubové úrovní hrál v Iráku za tým Al-Tayaran. Byl členem reprezentace Iráku na Mistrovství světa ve fotbale 1986, nastoupil ve všech 3 utkáních. Za iráckou reprezentaci hrál v letech 1976–1986.

## Trenérská kariéra
V roce 2009 byl trenérem irácké fotbalové reprezentace.